# Rockaway Boulevard (Fulton Street Line)
Rockaway Boulevard is een station van de Metro van New York aan Rockaway Line.
Het station bevindt zich op Liberty Avenue. Het is gelegen in de wijk Queens. Het is geopend op 25 september 1915 en het eerstvolgende station in westelijke richting is 88th Street. In oostelijke richting naar 104th Street en Aqueduct-North Conduit Avenue. Bij racetijden stopt de trein ook nog bij Aqueduct Racetrack.
Het station bevindt zich op een viaduct. Metrolijn A rijdt hier te allen tijde.